# Tejgaon flygplats
Tejgaon flygplats är en flygplats i Bangladesh. Den ligger i den centrala delen av landet, i huvudstaden Dhaka. Tejgaon flygplats ligger 20 meter över havet.
Terrängen runt Tejgaon flygplats är mycket platt. Runt Tejgaon flygplats är det mycket tätbefolkat, med 10 000 invånare per kvadratkilometer.. Närmaste större samhälle är Dhaka, 8,0 km söder om Tejgaon flygplats.
Runt Tejgaon flygplats är det i huvudsak tätbebyggt.